# Sidney Boldt-Christmas
Leif William Sidney Boldt-Christmas, född 8 augusti 1924 i Älvsborgs kyrkobokföringsdistrikt i Göteborgs och Bohus län, död där 15 oktober 2016, var en svensk seglare.
Han seglade för KSSS. Han blev olympisk silvermedaljör i Helsingfors 1952.